# 스페이스드
《스페이스드》(영어: Spaced)는 1999년부터 2001년까지 영국 공공 방송국 채널 4에서 방송된 시트콤이다. 에드거 라이트가 감독, 사이먼 페그와 제시카 스티븐슨이 각본을 맡았다.

## 등장인물
- 사이먼 페그 - 팀 비즐리 역
- 제시카 스티븐슨 - 데이지 스테이너 역
- 닉 프로스트 - 마이크 왓 역
- 케이티 카마이클 - 트위스트 모건 역
- 마크 히프 - 브라이언 톱 역
- 줄리아 디킨 - 마샤 클라인 역